# Kenper Miller

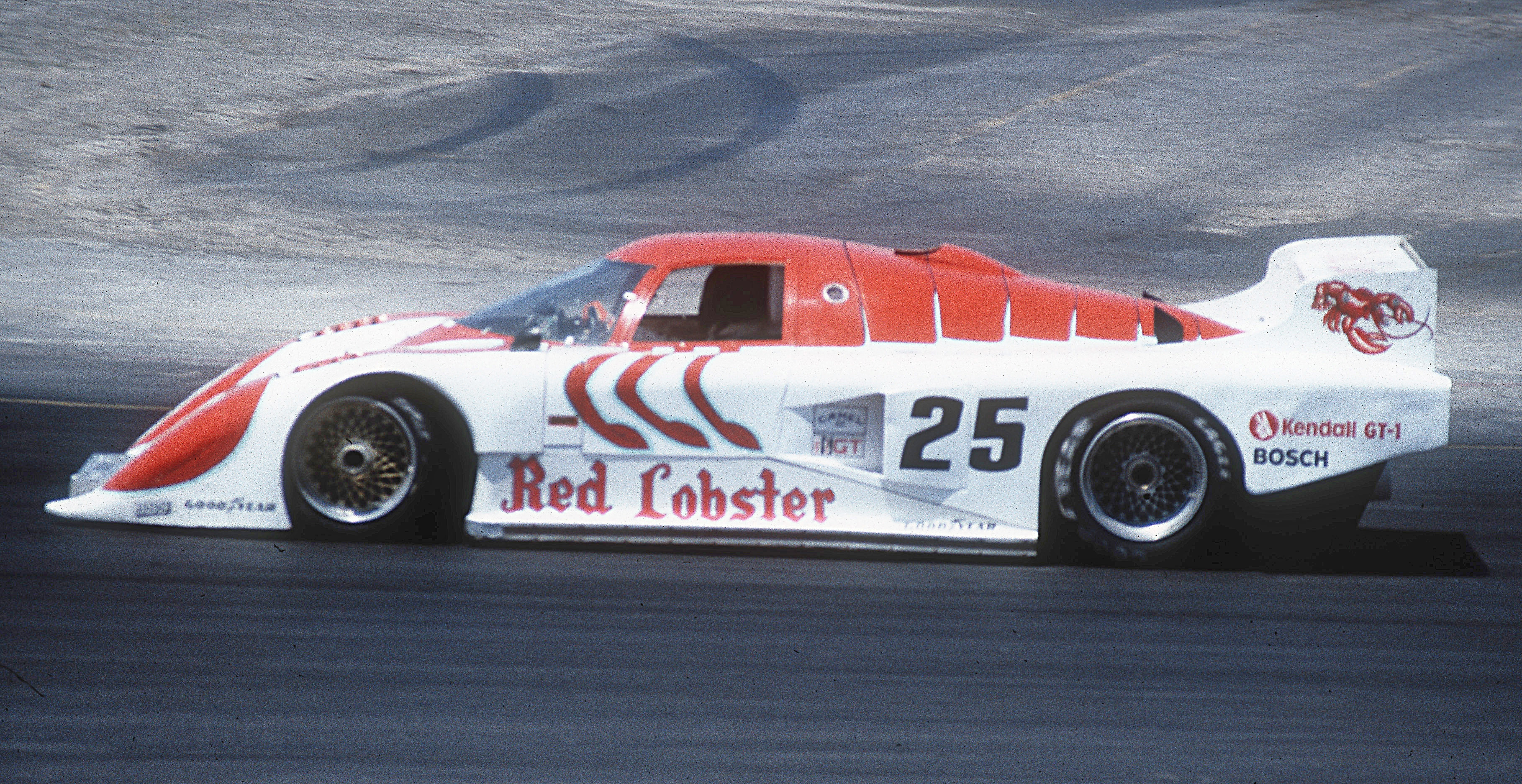
Der March 83G von Kenper Miller und Dave Cowart beim IMSA-GTP-Rennen in Sears Point 1983

Kenper Wright Miller (* 23. Juli 1946 in Washington, D.C.) ist ein ehemaliger US-amerikanischer Automobilrennfahrer, der Bruder von Paul Miller und der Onkel von Bryce Miller.

## Karriere im Motorsport
Kenper Miller war von den frühen 1970er-Jahren beginnend 25 Jahre lang als Sportwagenpilot aktiv. Einige Jahre unterhielt er auch ein eigenes Rennteam. Sein bevorzugtes Betätigungsfeld waren die Rennen der US-amerikanischen IMSA-GT- und GTP-Serie. In den 1980er-Jahren konnte er sich dreimal unter den besten Zehn der Gesamtwertung platzieren. 1982 beendete er die Serie als Zehnter, 1983 als Siebter und 1984 als Gesamtneunter.
In den 1980er-Jahren war er viermal beim 24-Stunden-Rennen von Le Mans am Start, dreimal fiel er vorzeitig aus; 1986 wurde er Gesamtdritter. Seinen letzten Renneinsatz hatte er 1997 beim 6-Stunden-Rennen von Watkins Gen, das er als 30. der Gesamtwertung beendete.

## Red Lobster Racing
1980 legten Miller und Dave Cowart ihre Rennaktivitäten in einer gemeinsamen Rennmannschaft zusammen. Sie erwarben einen Pro-Car-BMW M1 und ließen diesen so umbauen, dass der Wagen dem GTO-Reglement der IMSA entsprach. Als Sponsor konnte die 1968 gegründete Sea-Food-Kette Red Lobster gewonnen werden. Der Einstieg von Red Lobster war ungewöhnlich, da Sponsoring im US-amerikanischen Motorsport traditionellerweise aus der Automobilindustrie, deren Zulieferern, von Brauereien und aus der Tabakindustrie kam. Obwohl das Team in den drei Jahren der Partnerschaft keinen Gesamtsieg erringen konnte, wurde die Sponsortätigkeit vom Red-Lobster-Vorstand als Erfolg gewertet.
1981 dominierte das Team mit dem BMW allerdings die GTO-Klasse und blieb bei 16 Renneinsätzen zwölfmal siegreich. Ende des Jahres wurden die beiden Piloten und ihr Wagen vom damaligen Vorstandsvorsitzenden der BMW AG, Eberhard von Kuenheim, nach München eingeladen und bei einer Veranstaltung geehrt. Es war der erste Erfolg eines BMW im nordamerikanischen Motorsport. Auf den M1 folgten in den folgenden Jahren die beiden March-IMSA-Prototoypen 82G und 83G.

## Statistik

### Le-Mans-Ergebnisse
| Jahr | Team                  | Fahrzeug     | Teamkollege       | Teamkollege         | Platzierung | Ausfallgrund |
| ---- | --------------------- | ------------ | ----------------- | ------------------- | ----------- | ------------ |
| 1981 | Joest Racing          | Porsche 935J | Günter Steckkönig | Mauricio de Narváez | Ausfall     | Feuer        |
| 1982 | Bob Akin Motor Racing | Porsche 935L | Bob Akin          | Dave Cowart         | Ausfall     | kein Benzin  |
| 1985 | New-Man Joest Racing  | Porsche 956  | Paul Belmondo     | Mauricio de Narváez | Ausfall     | Unfall       |
| 1986 | Joest Racing          | Porsche 956  | John Morton       | George Follmer      | Rang 3      |              |

### Sebring-Ergebnisse
| Jahr | Team                   | Fahrzeug             | Teamkollege        | Teamkollege         | Teamkollege | Platzierung | Ausfallgrund |
| ---- | ---------------------- | -------------------- | ------------------ | ------------------- | ----------- | ----------- | ------------ |
| 1978 | KWM Racing             | BMW 3.5 CSL          | Walt Bohren        |                     |             | Ausfall     | Unfall       |
| 1979 | Morrison’s             | Porsche Carrera      | Dave Cowart        | David McClain       |             | Rang 14     |              |
| 1980 | Red Lobster Racing     | BMW M1               | Dave Cowart        | Derek Bell          |             | Rang 25     |              |
| 1981 | Red Lobster Racing     | BMW M1               | Dave Cowart        |                     |             | Rang 23     |              |
| 1982 | Red Lobster Racing     | March 82G            | Dave Cowart        |                     |             | Ausfall     | Motorschaden |
| 1983 | Red Lobster Racing     | March 82G            | Dave Cowart        | Mauricio de Narváez |             | Ausfall     | Unfall       |
| 1984 | Red Lobster Racing     | March 82G            | Dave Cowart        |                     |             | Ausfall     | Aufhängung   |
| 1985 | de Narváez Enterprises | Porsche 935J         | Dave Cowart        | Mauricio de Narváez |             | Ausfall     | Motorschaden |
| 1986 | MSB Racing             | Argo JM19            | Dave Cowart        | Jim Fowells         |             | Ausfall     | Motorschaden |
| 1987 | Brooks Racing          | Chevrolet Camaro     | Robert Lappalainen |                     |             | Ausfall     | Differential |
| 1990 | Whitehall Motorsports  | Spice SE87L          | Ken Knott          | Marty Hinze         |             | Ausfall     | Motorschaden |
| 1993 | John Annis             | Chevrolet Camaro     | John Annis         | Louis Beall         |             | Rang 31     |              |
| 1995 | Arthur Pilla           | Porsche 911 ME Turbo | Arthur Pilla       | Charles Mendez      | Dave White  | Rang 21     |              |